# Пол Серено
Пол Серено (англ. Paul Sereno, повне ім'я  — Пол Калістус Серено (англ. Paul Callistus Sereno), нар. 11 жовтня 1957 р. в м. Аврора (Іллінойс, США) — американський палеонтолог, викладач в університеті Чикаго, дослідник-резидент Національного географічного товариства. Його спеціалізацією є динозаври — відкрив і описав багато нових родів, серед них: афровенатор, дельтадром, нігерзавр, йобарія, зухомім та еораптор — один із найдревніших динозаврів. Під час розкопок, що проводилися в Північній Африці, зокрема в Нігері, знайшов майже повний скелет саркозуха і перший добре збережений череп кархародонтозавра, на підставі якого описав новий вид — Carcharodontosaurus iguidensis. 14 серпня 2008 р. було повідомлено, що в жовтні 2000 р. Серено знайшов у Сахарі велике захоронення кісток, яке досліджував разом з археологами протягом 8 років. Проводив розкопки також в Південній Америці.
Є прихильником запровадження філогенетичної номенклатури та PhyloCode'у — заснував в Інтернеті базу даних TaxonSearch, що містить, між іншим, філогенетичне визначення всіх понадродових клад архозаврів (крім крокодилів), Neornithes і птерозавроморфів.

## Вибрані публікації
- Sereno P. C. Phylogeny of the bird-hipped dinosaurs //National Geographic Research. — 1986. — 2 (3). — P. 234–256.
- Sereno P.C., Rao C. Early evolution of avian flight and perching: New evidence from the Early Cretaceous of China // Science. — 1992. — 255 (11). — P. 845–848.
- Sereno P.C., Novas F.E. The complete skull and skeleton of an early dinosaur // Science. — 1992. — 258 (12). — P. 1137–1140.
- Sereno P.C., Larsson H.C.E., Gado Sidor B. The giant crocodyliform Sarcosuchus from the Cretaceous of Africa // Science. — 2001. — 294 (31). — P. 1516–1519.